# Гехалуц
Гехалу́ц (ивр. הֶחָלוּץ,‎ Хехалуц, Гехолуц, Хехолуц — первопроходец, пионер) — сионистская международная организация, целью которой была подготовка еврейской молодёжи к поселению в Палестине. Создателем организации был известный еврейский военный и общественный деятель Иосиф Трумпельдор.

## История

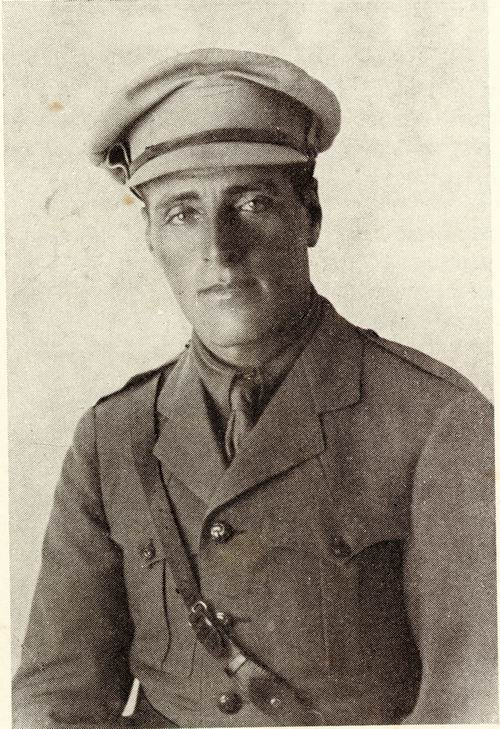
Создатель Гехалуц Иосиф Трумпельдор

Начало будущей организации было положено на II (Минском) съезде сионистов России в августе 1902 года. На нём Менахем Усышкин предложил создать авангардный отряд молодых сионистов, холостые участники которого должны были 2-3 года работать в сельскохозяйственных еврейских поселениях. Такие организации под разными названиями возникли почти одновременно в разных странах, в том числе России и США (где её основателем был Элиэзер Йоффе).
Летом 1906 года движение Цеирей Цион провело конференцию, которая поставила перед членами организации цель переселиться в Палестину и заниматься там физическим или умственным трудом и изучать иврит и арабский языки.
Первая конференция движения Гехалуц проходила в Петрограде 6-9 января 1919 года. Конференция открылась выступлением Иосифа Трумпельдора.
Число участников движения быстро росло, но при этом начавшаяся эмиграция и гражданская война привели к частичной потере связи между разными группами и центром. Крупные ячейки и центры сельскохозяйственной подготовки Гехалуца были созданы в России, Белоруссии и на Украине.
Давление советских властей привело к тому что Гехалуц на территории СССР разделился на легальный (коммунистический) и нелегальный. Подпольное «Центральное сионистское бюро» во главе с Элиэзером Чериковером, созданное в 1920 году в Москве, координировало работу учебных центров «нелегального» Гехалуца, которые работали под видом единоличных крестьянских хозяйств. В 1926 усилилось давление властей на легальный Гехалуц: в марте штаб-квартира организации в Москве подверглась обыску, а в июле были арестованы руководители во главе с Даном Пинесом.
В 1928 году были запрещены последние легальные сионистские организации. Имущество Гехалуца власти передали Обществу по распространению среди евреев ремесленного и земледельческого труда (ОРТ).

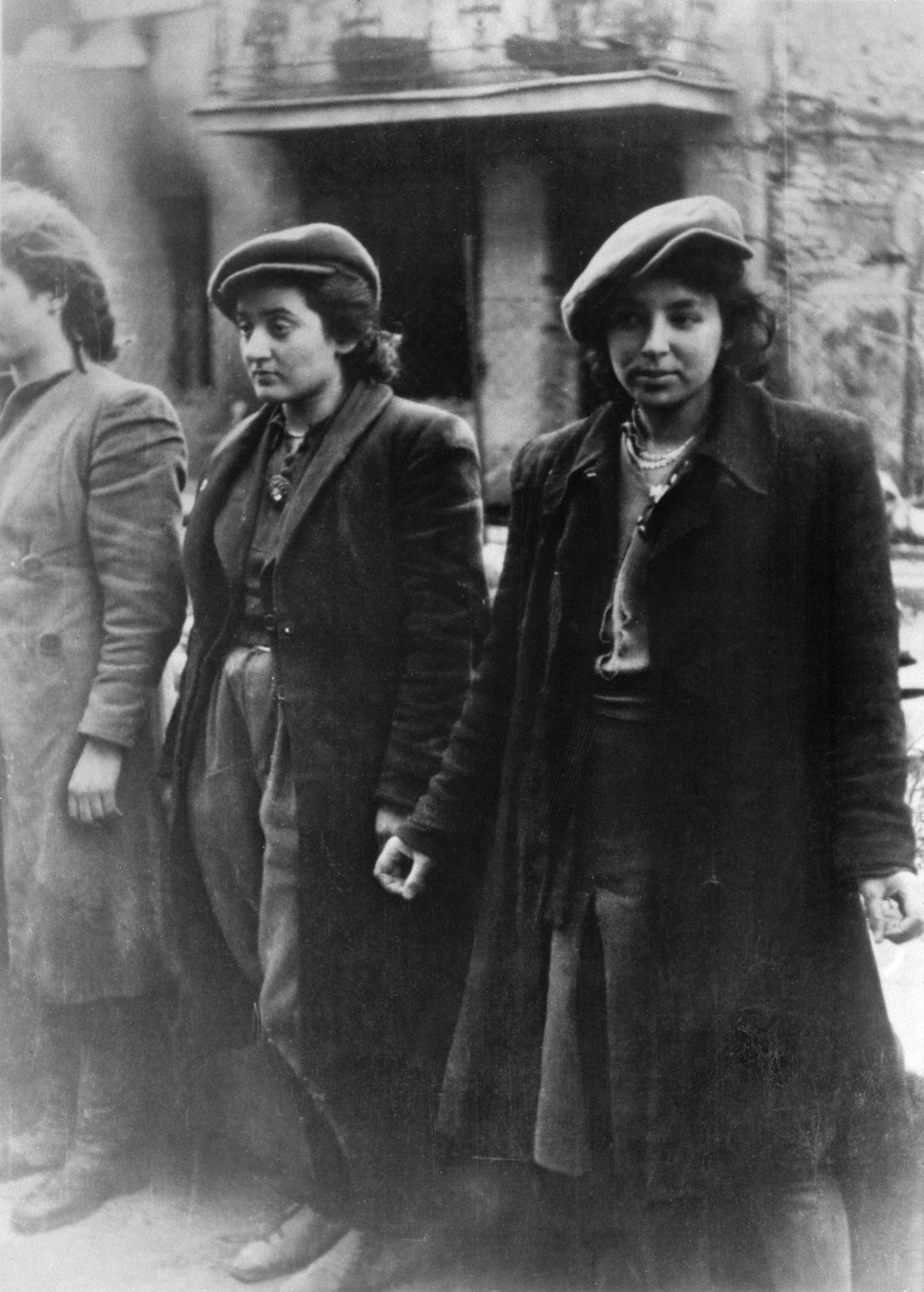
Члены Гехалуца, взятые в плен при подавлении восстания в Варшавском гетто

В Польше Гехалуц быстро рос после окончания Первой мировой войны, а после ликвидации организации в СССР именно в Польшу переместился центр движения. Во время нацистской оккупации члены организации принимали участие в сопротивлении, в том числе в восстании в Варшавском гетто.
Кроме Польши отделения Гехалуца действовали в Румынии, Германии и США. Последние учебные центры организации были закрыты в середине 1950-х.
К концу XX века все молодёжные сионистские движения, включая халуцианские, влились в состав Всемирной сионистской организации.

## Значение
Организация внесла большой вклад в сионистское движение и алию. К началу Второй мировой войны общее число членов организации достигло 100 тыс. Согласно опубликованным данным, в 1927 году в Палестине 43 % всех еврейских рабочих и 80 % членов киббуцев перед прибытием в страну прошли подготовку в учебных центрах Гехалуца.